# Булгаруш
Булгаруш (рум. Bulgăruș) насеље је у Румунији у округу Тимиш у општини Ленаухејм. Oпштина се налази на надморској висини од 87 m.

## Прошлост
Аустријски царски ревизор Ерлер је 1774. године констатовао да место "Бугарош" припада Барачком округу, Темишварског дистрикта. Село има римокатоличку црква а становници су Немци.

## Становништво
Према подацима из 2013. године у насељу је живело 1754 становника.

### Попис2002.
| Расподела становништва по националности 2002.‍ | Расподела становништва по националности 2002.‍ | Расподела становништва по националности 2002.‍ | Расподела становништва по националности 2002.‍ | Расподела становништва по националности 2002.‍ |
| --------------------------------------------- | --------------------------------------------- | --------------------------------------------- | --------------------------------------------- | --------------------------------------------- |
|                                               |                                               |                                               |                                               |                                               |
| Румуни                                        | Румуни                                        |                                               | 1.672                                         | 82,9%                                         |
| Мађари                                        | Мађари                                        |                                               | 32                                            | 1,6%                                          |
| Роми                                          | Роми                                          |                                               | 246                                           | 12,2%                                         |
| Украјинци                                     | Украјинци                                     |                                               | 18                                            | 0,9%                                          |
| Немци                                         | Немци                                         |                                               | 50                                            | 2,5%                                          |